# Wolfhart Pannenberg
Wolfhart Pannenberg (Stettin, 2 de octubre de 1928 - Múnich, 5 de septiembre de 2014) fue un teólogo protestante alemán. Realizó significantes contribuciones a la teología contemporánea, tales como su Antropología en Perspectiva Teológica, sus tres volúmenes de Teología Sistemática, y una serie de escritos que tratan críticamente la relación de la teología con las ciencias modernas.
Pannenberg es conocido por Jesús: Dios y hombre (1968), libro en el que construye una cristología «desde abajo», derivando sus afirmaciones dogmáticas de un examen crítico de la vida y sobre todo la resurrección de Jesús de Nazaret. Afirmó que la resurrección es la clave de la identidad de Cristo y de su historicidad.
Tuvo contactos estrechos con el escritor y físico Frank J. Tipler, quien en su libro La física de la inmortalidad, dice de él: "Pannenberg es un caso aislado entre los teólogos del siglo XX: fundamenta la teología en la escatología; para él, la palabra 'Cielo' no es sólo una metáfora, sino algo que realmente existirá en el futuro. Por tanto, se trata de uno de los pocos teólogos contemporáneos que creen realmente que la física debe de mezclarse con la teología; se toma verdaderamente la molestia de comprender la ciencia actual" (p. 26).
Pannenberg falleció el 5 de septiembre de 2014, a los 85 años de edad.